# عواء الذئب (فلم)
عواء الذئب فيلم سوري أُنتج عام 1974 من قبل التلفزيون العربي السوري، ويُعرف بكونه يستند إلى قصة حقيقية حدثت في سياق حرب تشرين. الفيلم من إخراج شكيب غنام وتأليف خالد حمدي وسيناريو شكيب غنام .

## موضوع الفيلم
.تدور الأحداث حول الشخصية الرئيسية، رجل يُدعى أبو عمر، ويُعرف أيضاً بلقب "ديب" (الذي يعكس عزلته وقوته كذئب الجبل). تبدأ القصة بتورط أبي عمر في حادثة قتل غير مقصودة؛ فخلال عمله في التهريب، يطلق النار عن طريق الخطأ على أحد أفراد الجمارك. هذا الحادث يقلب حياته رأسًا على عقب، ويجبره على الفرار والاختباء في الجبال الوعرة، بعيداً عن قريته وأسرته. يعيش أبو عمر في عزلة تامة، مطارداً من الشرطة، وفي الوقت نفسه يتلقى أخباراً بوجوب التحاقه بالخدمة العسكرية الإلزامية. هذا المطلب يضع أبو عمر في مأزق مزدوج: فإما أن يسلم نفسه للشرطة ويواجه تهمة القتل والتخلف عن الخدمة العسكرية، أو أن يستمر في حياته كهارب يعيش في الظل، مما سيعرض أسرته وعائلته للعواقب.في هذه الأثناء، تلعب زوجته خديجة (أم عمر) دورًا محوريًا. فبالرغم من الظروف الصعبة، تظل مخلصة ومحبة، وتحاول جاهدة إقناعه بضرورة تسليم نفسه. هي تؤمن بأن هذا هو السبيل الوحيد ليتمكنوا من تجاوز محنتهم وإعادة بناء حياتهم، مهما كانت التضحيات.تصل القصة إلى ذروتها عندما يصادف أبو عمر، أثناء اختبائه في الجبال، طيارًا إسرائيليًا سقطت طائرته في المنطقة. يتخذ أبو عمر قراراً إنسانياً وأخلاقياً بإيواء الطيار في مخبئه. هنا، يواجه أبو عمر اختباراً صعباً يكشف عن معدنه الأصيل؛ فالطيار الإسرائيلي، في محاولة يائسة للنجاة، يعرض على أبي عمر مبلغاً ضخماً من المال مقابل مساعدته على الهروب إلى الحدود. هذا العرض يُعد إغراءً كبيراً يمكن أن ينهي كل معاناته المالية والقانونية.لكن أبو عمر، مدفوعاً بوازع الوطنية والشرف، يرفض هذا الإغراء السخي. في قرار حاسم يعكس شجاعته وإيمانه بقيمته، يقرر تسليم الطيار الإسرائيلي بما لديه من سلاح ومال إلى السلطات السورية. وفي لفتة بطولية تُتوّج القصة، يقوم أبو عمر أيضاً بتسليم نفسه للشرطة. هو يفضل مواجهة السجن والعواقب القانونية على أن يُتهم بالخيانة أو يكون أداة بيد العدو.الفيلم يسلط الضوء على تضحية الفرد من أجل مبادئه ووطنه، حتى لو كلفه ذلك حريته.هذه هي القصة الكاملة لفيلم "عواء الذئب"، التي تمزج بين الدراما الشخصية، الصراع الأخلاقي، والروح الوطنية.

## طاقم العمل
التمثيل:
- صلاح قصاص: (ديب (أبو عمر)) - الدور الرئيسي
- سلوى سعيد: (خديجة (أم عمر)) - الدور النسائي الرئيسي
- عدنان عجلوني: (المحقق أبو زياد)
- أنور البابا (أم كامل): (سعيد أفندي)
- أحمد أيوب: (أبو خليل)
- رياض شحرور: (أبو محمد)
- حسن بغدادي: (قريب أبو عمر)
- أديب شحادة: (حسن)
- زهير حسن: (العريف أحمد)
- حسين أبو حمد: (مخبر أبو زياد)
- عدنان دعبول: (أبو يوسف)
- كريمة عبود: (أم سليم)
- نهاد بربر
- محمد طرابيشي
- مروان سباعي: (الشرطي حامد)
- رضوان عقيلي: (الطيار الإسرائيلي)

الإخراج:
شكيب غنام: (مخرج) و سمير غريبة: (مساعد مخرج)
التأليف:خالد حمدي: (تأليف وإعداد)
شكيب غنام: (سيناريو)
الديكور:حسان أبو عياش
التصوير:هشام دمشقي
المكياج:عبد الرحمن كرزون
الصوت:رياض الزعبي: (هندسة الصوت)
الشارة والألحان:إبراهيم جودت
المونتاج:أنور العقاد

## وصلات خارجية
فيلم عواء الذئب كامل
HD الفيلم السوري النادرعواء الذئب